# Нікольське (Торжоцький район)
Нікольське (рос. Никольское) — село в Торжоцькому районі Тверської області Російської Федерації.
Населення становить 220 осіб. Входить до складу муніципального утворення Яконовське сільське поселення.

## Історія
Від 2005 року входить до складу муніципального утворення Яконовське сільське поселення.

## Населення
| 1859 | 1884 | 1992 | 2002 | 2010 |
| ---- | ---- | ---- | ---- | ---- |
| 302  | ↗321 | ↘231 | ↘220 | →220 |